# Tinlib
Tinlib var et integreret bibliotekssystem baseret på et DBMS database system kaldet Tinman. System blev udviklet til brug på MS-DOS og i flerbrugerversion på en server med UNIX.

## Historie
Tinlib blev skabt i 1985 af englænderen Peter Noerr, som grundlagde IME Ltd. (Information Management & Engeenering) i London. I løbet af 1980'erne blev systemet udbredt især i Storbritannien, USA og engelsktalende lande som Sydafrika og Australien.
I 90'erne var det udbredt i 32 lande på alle kontinenter. I Danmark blev systemet forhandlet af Unisys og havde en mindre udbredelse på det danske biblioteksmarked.
Produktet mistede med introduktionen af grafiske grænseflader som Windows og OPAC markedsandele. Der var et marked i Østeuropa og et datterselskab i Rumænien IME Romania overtog Tinlib, da IME Ltd lukkedes i 2002. IME Romania videreudviklede systemet til Tinread.

### Eksterne links
- Cibbarelli's Surveys: User Ratings of Information Navigator Software Arkiveret 17. marts 2018 hos  Wayback Machine
- http://www.ime.ro/en/
- http://www.ifnet.it Arkiveret 1. august 2019 hos  Wayback Machine
- http://www.tinread.ro/